# Stavenhagens stadskyrka
Stavenhagens stadskyrka, (tyska: Stadtkirche Stavenhagen)  är en barock kyrkobyggnad i Stavenhagen, Tyskland. Kyrkan uppfördes i tegel 1782. I dag är den församlingskyrkan av Stavenhagens evangelisk-luthersk församling.  